# Jean-Baptiste Ré
Jean-Baptiste Ré (Marsiglia, 3 settembre 1936 – Marsiglia, 22 aprile 2016) è stato un cestista francese.

## Carriera
Con la Francia ha disputato i Campionati mondiali del 1963 e i Campionati europei del 1963.

## Palmarès
- Campionato francese: 1

Roanne: 1958-59